# Kanton Saint-Cyprien
Saint-Cyprien is een voormalig kanton van het Franse departement Dordogne. Het kanton maakte deel uit van het arrondissement Sarlat-la-Canéda. Het werd opgeheven bij decreet van 21 februari 2014, met uitwerking op 22 maart 2015.

## Gemeenten
Het kanton Saint-Cyprien omvatte de volgende gemeenten:
- Allas-les-Mines
- Audrix
- Berbiguières
- Bézenac
- Castels
- Coux-et-Bigaroque
- Les Eyzies-de-Tayac-Sireuil
- Marnac
- Meyrals
- Mouzens
- Saint-Chamassy
- Saint-Cyprien (hoofdplaats)
- Saint-Vincent-de-Cosse
- Tursac